# 丹伯里
丹伯里，是美國康乃狄克州費爾菲爾德縣的一個城市，西鄰紐約州。其人口超过8万，是州内第七大城市。
其名来自英格兰的同名村庄，其昵称为“Hat City”，原因是19世纪至20世纪早期，这里是美国制帽业的中心。

## 教育
当地的公立学校归丹伯里公立学区（Danbury Public Schools）管辖，此外也有多座教会学校、私立学校。西康涅狄格州立大學位于此地。

## 姐妹城市
- 義大利德科拉图拉